# Пірует (хореографічний колектив, Полтава)
Піруе́т — хореографічний колектив з Полтави, що був створений у 1996 році під керівництвом Олевської Тамари Володимирівни на базі Полтавської малої академії мистецтв.

## Історія
1996 — був створений хореографічний колектив «Пірует»  під керівництвом Олевської Тамари Володимирівни на базі Полтавської малої академії мистецтв.
Головний напрямок роботи колективу — сучасна хореографія та її стилі: contemporary, джаз, модерн. 
У березні 2001 року, колектив став виїжджати на конкурси і фестивалі в різні міста України. Після цього почалися виступи за кордоном. 
Першим конкурсом став Всеукраїнський телевізійний конкурс «Зірки на сцену» у місті Києві. На цьому конкурсі журі присудило друге місце. 
Першою закордонною поїздкою стала участь у Міжнародному конкурсі «Різдвяні вогні Балатону» у 2005 році у місті Веспрем. Учасники «Піруету» завоювали Гран-прі фестивалю і спеціальний приз від Зефір-центру. 
2007 рік пройшов у «Піруету» під знаком Польщі. Спочатку лютого колектив виїхав до Польщі з гастрольною поїздкою. Влітку цього ж року колектив став учасником найпрестижнішого фестивалю в Польщі, і одного з найбільших фестивалів Європи - Міжнародного харцерского фестивалю молодіжної культури «Кельце-2007». За свої виступи колектив отримав бронзову ялинку в номінації сучасна хореографія. 
Наступним етапом стала поїздка колективу на багатожанровий дитячо-юнацький конкурс «Ярмарок талантів-2009». який проходив у болгарському місті Золоті піски. Здобуток: 1 місце в номінації сучасна хореографія, спеціальний приз за техніку виконання.
Влітку 2010 року колектив знову вирушив на Міжнародний харцерський фестиваль молодіжної культури «Кельце-2010». 

## Методика викладання
Система підготовки поєднує програмне вивчення матеріалу з освоєнням складних елементів в індивідуальному порядку, що дає можливість відпрацювати чіткість і витонченість рухів, довести до досконалості виконавську майстерність. 

## Нагороди

### Лауреати Міжнародних конкурсів
- «Весна танцююча» м. Київ (1 премія) 2002 р.
- « Різдвяні вогні Балатону» Угорщина м. Балатон 2005 р. (гран-прі)
- Концертні гастролі містами Польщі 2007 р.
- Харцерський міжнародний фестиваль культури молоді «Кельце – 2007» Польща (бронзова ялинка)
- «Золота рибка» м. Севастополь (1 премія) 2009 р.
- «Ярмарок талантів» Болгарія м. Золоті піски (1 премія) 2009 р.
- «Весняний зорепад» м. Київ (1 премія) 2010 р.
- Харцерський міжнародний фестиваль культури молоді «Кельце – 2010» Польща (бронзова ялинка)
- Зразковий хореографічний колектив «Пірует»

### Лауреати Всеукраїнських конкурсів
- «Зірки на сцену» м. Київ (2 премія) 2001 р.
- «Березнева зірка» м. Харків (1 премія) 2002 р.
- «Березневий ярмарок» м. Дніпропетровськ (1 премія) 2003 р.
- «Крок до зірок» м. Київ (2 премія) 2004 р.
- «Крок до зірок» (відбірковий тур) м. Полтава (переможці) 2005 р.
- «Чорна пантера» м. Харків (2 премія) 2005 р.
- «Свято танцю з «Анютою»» м. Кіровоград (2 премія) 2005 р.
- «Зірки та зіроньки» м. Донецьк 2006 р.
- Зразковий хореографічний колектив «Пірует»

### Лауреати Обласних конкурсів
- «Срібний черевичок» (2 премія) 2001 р.
- «Срібний черевичок» (1 премія) 2001 р.
- «Срібний черевичок» (1 премія) 2002 р.
- «Срібний черевичок» (1 премія) 2003 р.
- «Срібний черевичок» (1 премія) 2003 р.
- «Срібний черевичок» (1 премія) 2005 р.
- «Срібний черевичок» (2 премія) 2005 р.
- «Срібний черевичок» (1 премія) 2005 р.
- «Срібний черевичок» (1 премія) 2007 р.
- «Срібний черевичок» (1 премія) 2007 р.
- «Срібний черевичок» (1 премія) 2009 р.
- «Срібний черевичок» (2 премія) 2009 р.
- Переможець обласного конкурсу "Срібний черевичок" учнів хореографічних відділень початкових спеціалізованих мистецьких навчальних закладів (шкіл естетичного виховання) (Гран-при) 2011 р.